# Wereldkampioenschappen indooratletiek 1997
De wereldkampioenschappen indooratletiek 1997 werden gehouden van vrijdag 7 t/m zondag 9 maart 1997 in het Palais Omnisports de Paris-Bercy in Parijs.

## Wereldrecords
| Onderdeel            | Nationaliteit | Naam                                                                      | Datum        | Prestatie | Ronde  |
| -------------------- | ------------- | ------------------------------------------------------------------------- | ------------ | --------- | ------ |
| 800 m                | KEN           | Wilson Kipketer                                                           | 7 maart 1997 | 1.43,96   | series |
| 800 m                | KEN           | Wilson Kipketer                                                           | 7 maart 1997 | 1.42,67   | finale |
| polsstokhoogspringen | USA           | Stacy Dragila                                                             | 9 maart 1997 | 4,40 m    | finale |
| 4 x 400 m estafette  | RUS           | Tatjana Chebykina Svetlana Goncharenko Olga Kotljarova Tatjana Alekseyeva | 9 maart 1997 | 3.26,84   | finale |

## Deelnemers

### Nederland
- Patrick van Balkom
  - 200 m - 3e in de halve finale met 21,08 s
- Corrie de Bruin
  - kogelstoten - 12e in de finale met 17,36 m
- Marko Koers
  - 800 m - 5e in de finale met 1.46,43
- Robin Korving
  - 60 m horden - 5e in de series met 7,80 s
- Kamiel Maase
  - 3000 m - 7e in de series met 7.54,79

### België
- Gaetan Bernard
  - 200 Metres - 4e in de halve finale met 21,61 s
- Kim Gevaert
  - 60 m - 3e in de series met 7,47 s
- Sandrine Hennart
  - 60 m - 4e in de series met 7,51 s
- Christophe Impens
  - 1500 m - 9e in de finale met 3.42,89
- Johan Lisabeth
  - 60 m horden - 4e in de series met 7,75 s
- Jonathan N'Senga
  - 60 m horden - DSQ (vanwege doping)
- Kjell Provost
  - 400 m - 6e in de halve finale met 48,30 s
- Maryline Troonen
  - 60 m horden - 5e in de series met 8,41 s
- Erik Wijmeersch
  - 200 m - 4e in de halve finale met 21,33 s
- Sophie Zubiolo
  - polsstokhoogspringen - 8e in de kwalificatieronde met 3,90 m

## Uitslagen

### 60 m
| rang   | land | naam                 | prestatie |
| ------ | ---- | -------------------- | --------- |
| Goud   | GRE  | Charalambos Paradias | 6,50 (NR) |
| Zilver | JAM  | Michael Green        | 6,51      |
| Brons  | NGR  | Davidson Ezinwa      | 6,52 (PB) |
| 4      | JAM  | Ray Stewart          | 6,55      |
| 5      | CAN  | Bruny Surin          | 6,57      |
| 6      | SWE  | Patrik Lovgren       | 6,61      |

| rang   | land | naam              | prestatie |
| ------ | ---- | ----------------- | --------- |
| Goud   | USA  | Gail Devers       | 7,06      |
| Zilver | BAH  | Chandra Sturrup   | 7,15      |
| Brons  | FRA  | Frederique Bangue | 7,17      |
| 4      | NGR  | Chioma Ajunwa     | 7,19      |
| 5      | NGR  | Endurance Ojokolu | 7,38      |
| 6      | RUS  | Irina Privalova   | 7,88      |

### 200 m
| rang   | land | naam             | prestatie   |
| ------ | ---- | ---------------- | ----------- |
| Goud   | USA  | Kevin Little     | 20,40 (WMR) |
| Zilver | CUB  | Ivan García      | 20,46 (PB)  |
| Brons  | NGR  | Francis Obikwelu | 21,10       |
| 4      | BER  | Troy Douglas     | 21,22       |
| 5      | USA  | Rohsaan Griffin  | 21,27       |
| 6      | TRI  | Ato Boldon       | DNF         |

| rang   | land | naam                  | prestatie  |
| ------ | ---- | --------------------- | ---------- |
| Goud   | GRE  | Ekaterini Koffa       | 22,76 (NR) |
| Zilver | JAM  | Juliet Cuthbert       | 22,77      |
| Brons  | RUS  | Svetlana Gontsjarenko | 22,85      |
| 4      | JAM  | Merlene Frazer        | 22,88      |
| 5      | RUS  | Jekaterina Lesjtsjova | 23,81      |
| 6      | GER  | Carlette Guidry       | DNS        |

### 400 m
| rang   | land | naam             | prestatie  |
| ------ | ---- | ---------------- | ---------- |
| Goud   | NGR  | Sunday Bada      | 45,51 (AR) |
| Zilver | GBR  | Jamie Baulch     | 45,62      |
| Brons  | JPN  | Shunji Karube    | 45,76 (AR) |
| 4      | POL  | Robert Maćkowiak | 45,94      |
| 5      | USA  | Derek Mills      | 46,30      |
| 6      | BAH  | Troy McIntosh    | DNF        |

| rang   | land | naam              | prestatie  |
| ------ | ---- | ----------------- | ---------- |
| Goud   | USA  | Jearl Miles-Clark | 50,96 (WL) |
| Zilver | JAM  | Sandie Richards   | 51,17 (PB) |
| Brons  | CZE  | Helena Fuchsová   | 52,04 (PB) |
| 4      | ROU  | Ionela Târlea     | 52,06 (NR) |
| 5      | NGR  | Charity Opara     | 52,19      |
| 6      | GER  | Grit Breuer       | 52,22      |

### 800 m
| rang   | land | naam             | prestatie    |
| ------ | ---- | ---------------- | ------------ |
| Goud   | DEN  | Wilson Kipketer  | 1.42,67 (WR) |
| Zilver | MAR  | Mahjoub Haida    | 1.45,76      |
| Brons  | USA  | Rich Kenah       | 1.46,16      |
| 4      | GER  | Nico Motchebon   | 1.46,19      |
| 5      | NED  | Marko Koers      | 1.46,43      |
| 6      | LAT  | Einars Tupuritis | 1.46,47      |

| rang   | land | naam             | prestatie    |
| ------ | ---- | ---------------- | ------------ |
| Goud   | MOZ  | Maria Mutola     | 1.58,96      |
| Zilver | BLR  | Natalja Duchnova | 1.59,31 (NR) |
| Brons  | USA  | Joetta Clark     | 1.59,82 (PB) |
| 4      | SUR  | Letitia Vriesde  | 1.59,84      |
| 5      | NZL  | Toni Hodgkinson  | 2.00,36 (AR) |
| 6      | RUS  | Irina Biryukova  | 2.00,61 (PB) |

### 1500 m
| rang   | land | naam               | prestatie     |
| ------ | ---- | ------------------ | ------------- |
| Goud   | MAR  | Hicham El Guerrouj | 3.35,31 (WMR) |
| Zilver | GER  | Rüdiger Stenzel    | 3.37,24       |
| Brons  | KEN  | William Tanui      | 3.37,48       |
| 4      | CRO  | Branko Zorko       | 3.39,25       |
| 5      | ESP  | Andres Diaz        | 3.39,73 (SB)  |
| 6      | TUN  | Ali Hakimi         | 3.39,91       |
| 7      | USA  | Jason Pyrah        | 3.41,64       |
| 8      | IRL  | Niall Bruton       | 3.42,65       |

| rang   | land | naam                    | prestatie    |
| ------ | ---- | ----------------------- | ------------ |
| Goud   | RUS  | Jekaterina Podkopajeva  | 4.05,19 (PB) |
| Zilver | FRA  | Patricia Djaté-Taillard | 4.06,16 (NR) |
| Brons  | POL  | Lidia Chojecka          | 4.06,25 (NR) |
| 4      | POR  | Carla Sacramento        | 4.06,33 (NR) |
| 5      | GER  | Sylvia Kühnemund        | 4.06,56 (PB) |
| 6      | ROU  | Catalina Gheorghiu      | 4.07,04 (PB) |
| 7      | SWE  | Malin Ewerlöf           | 4.09,72 (PB) |
| 8      | ETH  | Kutre Dulecha           | 4.09,76      |

### 3000 m
| rang   | land | naam               | prestatie     |
| ------ | ---- | ------------------ | ------------- |
| Goud   | ETH  | Haile Gebrselassie | 7.34,71 (WMR) |
| Zilver | KEN  | Paul Bitok         | 7.38,84       |
| Brons  | MAR  | Ismad Sghir        | 7.40,01       |
| 4      | ITA  | Gennaro di Napoli  | 7.41,05 (NR)  |
| 5      | KEN  | Moses Kiptanui     | 7.41,87       |
| 6      | GBR  | John Mayock        | 7.44,31       |
| 7      | ETH  | Fita Bayisa        | 7.49,47       |
| 8      | MAR  | Elhassan Lahssini  | 7.50,54       |

| rang   | land | naam              | prestatie    |
| ------ | ---- | ----------------- | ------------ |
| Goud   | ROU  | Gabriela Szabó    | 8.45,75 (WL) |
| Zilver | IRL  | Sonia O'Sullivan  | 8.46,19 (NR) |
| Brons  | POR  | Fernanda Ribeiro  | 8.49,79      |
| 4      | POR  | Marina Bastos     | 8.52,64      |
| 5      | ESP  | Marta Domínguez   | 8.52,74 (NR) |
| 6      | RUS  | Olga Jegorova     | 8.52,99 (PB) |
| 7      | FRA  | Farida Fates      | 8.54,98      |
| 8      | FRA  | Laurence Duquenoy | 9.00,27      |

### 60 m horden
| rang   | land | naam             | prestatie |
| ------ | ---- | ---------------- | --------- |
| Goud   | CUB  | Anier García     | 7,48 (NR) |
| Zilver | GBR  | Colin Jackson    | 7,49      |
| Brons  | USA  | Tony Dees        | 7,50      |
| 4      | USA  | Duane Ross       | 7,54      |
| 5      | SVK  | Igor Kovac       | 7,59 (NR) |
| 6      | BEL  | Jonathan N'Senga | DNF       |

| rang   | land | naam                    | prestatie  |
| ------ | ---- | ----------------------- | ---------- |
| Goud   | JAM  | Michelle Freeman        | 7,82 (WMR) |
| Zilver | JAM  | Gillian Russell         | 7,84 (PB)  |
| Brons  | USA  | Cheryl Dickey           | 7,84 (PB)  |
| 4      | FRA  | Patricia Girard         | 7,84       |
| 5      | USA  | Melissa Morrison-Howard | 7,88 (PB)  |
| 6      | CAN  | Keturah Anderson        | 8,02       |

### Verspringen
| rang   | land | naam             | prestatie  |
| ------ | ---- | ---------------- | ---------- |
| Goud   | CUB  | Iván Pedroso     | 8,51 (WMR) |
| Zilver | RUS  | Kirill Sosunov   | 8,41 (PB)  |
| Brons  | USA  | Joe Greene       | 8,41 (PB)  |
| 4      | USA  | Erick Walder     | 8,24 (SB)  |
| 5      | JAM  | James Beckford   | 8,17 (SB)  |
| 6      | RUS  | Yevgeniy Tretyak | 8,12       |
| 7      | RUS  | Gregor Cankar    | 8,02       |
| 8      | GRE  | Spyros Vasdekis  | 7,99       |

| rang   | land | naam                | prestatie |
| ------ | ---- | ------------------- | --------- |
| Goud   | ITA  | Fiona May           | 6,86 (NR) |
| Zilver | NIG  | Chioma Ajunwa       | 6,80      |
| Brons  | POL  | Agata Karczmarek    | 6,71 (PB) |
| 4      | GBR  | Jo Wise             | 6,70 (NR) |
| 5      | GRE  | Niki Xanthou        | 6,69      |
| 6      | RUS  | Nina Perevedentseva | 6,65      |
| 7      | GER  | Heike Drechsler     | 6,63      |
| 8      | UKR  | Olena Chlopotnova   | 6,59      |

### Hink-stap-springen
| rang   | land | naam                   | prestatie  |
| ------ | ---- | ---------------------- | ---------- |
| Goud   | CUB  | Yoel García            | 17,30      |
| Zilver | CUB  | Aliecer Urrutia        | 17,27      |
| Brons  | RUS  | Alexander Aseledchenko | 17,22 (PB) |
| 4      | GER  | Charles Friedek        | 17,16 (SB) |
| 5      | AUS  | Andrew Murphy          | 16,96      |
| 6      | ISR  | Rogel Nachum           | 16,81      |
| 7      | NOR  | Sigurd Njerve          | 16,81      |
| 8      | HUN  | Tibor Ordina           | 16,65      |

| rang   | land | naam             | prestatie  |
| ------ | ---- | ---------------- | ---------- |
| Goud   | RUS  | Inna Lasovskaya  | 15,01 (WL) |
| Zilver | GBR  | Ashia Hansen     | 14,70 (NR) |
| Brons  | CZE  | Sarka Kasparkova | 14,66 (NR) |
| 4      | ROU  | Rodica Mateescu  | 14,65      |
| 5      | GER  | Petra Lobinger   | 14,36 (NR) |
| 6      | CUB  | Yamilé Aldama    | 14,28 (AR) |
| 7      | UKR  | Olena Hovorova   | 14,13      |
| 8      | BUL  | Tereza Marinova  | 14,00 (PB) |

### Hoogspringen
| rang   | land | naam               | prestatie |
| ------ | ---- | ------------------ | --------- |
| Goud   | USA  | Charles Austin     | 2,35      |
| Zilver | GRE  | Lambros Papakostas | 2,32      |
| Brons  | SCG  | Dragutin Topić     | 2,32      |
| 4      | CAN  | Charles Lefrançois | 2,29 (PB) |
| 5      | GER  | Wolfgang Kreissig  | 2,29      |
| 6      | POL  | Jaroslaw Kotewicz  | 2,25      |
| 6      | GBR  | Steve Smith        | 2,25      |
| 8      | NOR  | Steinar Hoen       | 2,25      |

| rang   | land | naam               | prestatie |
| ------ | ---- | ------------------ | --------- |
| Goud   | BUL  | Stefka Kostadinova | 2,02 (WL) |
| Zilver | UKR  | Inha Babakova      | 2,00 (NR) |
| Brons  | NOR  | Hanne Haugland     | 2,00 (NR) |
| 4      | GER  | Alina Astafei      | 1,95 (SB) |
| 5      | CUB  | Ioamnet Quintero   | 1,95 (SB) |
| 6      | LTU  | Nele Zilinskiene   | 1,95 (NR) |
| 7      | RUS  | Victoria Federova  | 1,95 (SB) |
| 8      | SWE  | Kajsa Bergqvist    | 1,95 (NR) |

### Polsstokhoogspringen
| rang   | land | naam             | prestatie |
| ------ | ---- | ---------------- | --------- |
| Goud   | KAZ  | Igor Potapovich  | 5,90 (AR) |
| Zilver | USA  | Lawrence Johnson | 5,85      |
| Brons  | RUS  | Maksim Tarasov   | 5,80      |
| 4      | RSA  | Riaan Botha      | 5,75 (PB) |
| 5      | GER  | Tim Lobinger     | 5,75 (PB) |
| 6      | RSA  | Okkert Brits     | 5,65      |
| 7      | NOR  | Trond Barthel    | 5,65 (NR) |
| 8      | ESP  | Javier Garcia    | 5,55      |

| rang   | land | naam              | prestatie |
| ------ | ---- | ----------------- | --------- |
| Goud   | USA  | Stacy Dragila     | 4,40 (WR) |
| Zilver | AUS  | Emma George       | 4,35      |
| Brons  | CHN  | Cai Weiyan        | 4,35 (AR) |
| 4      | CHN  | Sun Caiyun        | 4,20      |
| 5      | CZE  | Daniela Bartova   | 4,20      |
| 6      | RUS  | Svetlana Abramova | 4,10      |
| 7      | HUN  | Eszter Szemeredi  | 4,10      |
| 8      | ISL  | Vala Flosadóttir  | 4,00      |

### Kogelstoten
| rang   | land | naam              | prestatie  |
| ------ | ---- | ----------------- | ---------- |
| Goud   | UKR  | Joeri Bilonoh     | 21,02 (PB) |
| Zilver | UKR  | Aleksandr Bahatsj | 20,94 (PB) |
| Brons  | USA  | John Godina       | 20,87      |
| 4      | GER  | Oliver-Sven Buder | 20,70      |
| 5      | ESP  | Manuel Martínez   | 20,37 (NR) |
| 6      | FIN  | Mika Halvari      | 20,22      |
| 7      | ITA  | Corrado Fantani   | 20,02      |
| 8      | FIN  | Arsi Harju        | 20,00      |

| rang   | land | naam               | prestatie |
| ------ | ---- | ------------------ | --------- |
| Goud   | UKR  | Viktorija Pavlytsj | 20,00     |
| Zilver | GER  | Astrid Kumbernuss  | 19,92     |
| Brons  | RUS  | Irina Korshanenko  | 19,49     |
| 4      | GER  | Stephanie Storp    | 18,80     |
| 5      | CHN  | Huang Zhihong      | 18,67     |
| 6      | USA  | Connie Price-Smith | 18,38     |
| 7      | ITA  | Mara Rosolen       | 18,37     |
| 8      | CHN  | Zhang Liuhong      | 18,29     |

### Zevenkamp/Vijfkamp
| rang   | land | naam                | prestatie |
| ------ | ---- | ------------------- | --------- |
| Goud   | CZE  | Robert Změlík       | 6228      |
| Zilver | EST  | Erki Nool           | 6213 (PB) |
| Brons  | ISL  | Jón Arnar Magnússon | 6145 (NR) |
| 4      | USA  | Chris Huffins       | 6128      |
| 5      | FRA  | Christian Plaziat   | 6106 (SB) |
| 6      | USA  | Steve Fritz         | 6008      |
| 7      | FRA  | Sebastien Levicq    | 5865      |
| 8      | CZE  | Tomáš Dvořák        | DNF       |

| rang   | land | naam               | prestatie |
| ------ | ---- | ------------------ | --------- |
| Goud   | GER  | Sabine Braun       | 4780 (WL) |
| Zilver | GER  | Mona Steigauf      | 4681 (PB) |
| Brons  | USA  | Kym Carter         | 4627      |
| 4      | POL  | Urszula Wlodarczyk | 4613 (SB) |
| 5      | RUS  | Tatjana Gordejeva  | 4575      |
| 6      | SLE  | Eunice Barber      | 4558 (PB) |
| 7      | USA  | Lashundra Nathan   | 4513      |
| 8      | FRA  | Marie Collonvillé  | 4225      |

### 4 x 400 m estafette
| rang   | land | naam                                                               | prestatie    |
| ------ | ---- | ------------------------------------------------------------------ | ------------ |
| Goud   | USA  | Jason Rouser Mark Everett Sean Maye Deon Minor                     | 3.04,93 (WL) |
| Zilver | JAM  | Linval Laird Michael McDonald Dinsdale Morgan Gregory Haughton     | 3.08,11      |
| Brons  | FRA  | Pierre-Marie Hilaire Rodrigue Nordin Loic Lerouge Fred Mango       | 3.09,68      |
| 4      | RUS  | Dimitri Bey Rusland Maschtschenko Dimitri Kosow Dimitri Golowastow | 3.09,75      |
| 5      | AUT  | Martin Lachkovics Rafik Elouardi Andreas Rechbauer Thomas Griesser | 3.11,47      |
| 6      | JPN  | Shunji Karube Dai Tamesue Shigekazu Omori Masayoshi Kan            | 3.20,18      |

| rang   | land | naam                                                                       | prestatie    |
| ------ | ---- | -------------------------------------------------------------------------- | ------------ |
| Goud   | RUS  | Tatjana Tsjebekina Svetlana Gontjarenko Olga Kotljarova Tatyana Alekseyeva | 3.26,84 (WR) |
| Zilver | USA  | Shanelle Porter Natasha Kaiser-Brown Anita Howard Jearl Miles-Clark        | 3.27,66 (AR) |
| Brons  | GER  | Anja Rücker Anke Feller Heike Meißner Grit Breuer                          | 3.28,39      |
| 4      | CZE  | Nadezda Kostavalová Ludmila Formanová Helena Fuchsová Hana Benešová        | 3.28,47      |
| 5      | UKR  | Tatjana Movtsjan Aelita Yurchenko Galina Misiruk Olga Moroz                | 3.30,43      |
| 6      | GBR  | Phylis Smith Sally Gunnell Michelle Thomas Donna Fraser                    | 3.32,25 (NR) |

## Verklaring
- WR: Wereldrecord
- WMR: Wereldkampioenschapsrecord
- AR: Werelddeel record
- NR: Nationaal record
- WL: Beste jaarprestatie
- PB: Persoonlijk record
- SB: Beste seizoensprestatie

## Medailleklassement
| Plaats | Land                 | Goud | Zilver | Brons | Totaal |
| 1      | Verenigde Staten     | 6    | 2      | 7     | 15     |
| 2      | Cuba                 | 3    | 2      | –     | 5      |
| 3      | Rusland              | 3    | 1      | 4     | 8      |
| 4      | Oekraïne             | 2    | 2      | –     | 4      |
| 5      | Griekenland          | 3    | 1      | –     | 3      |
| 6      | Jamaica              | 1    | 5      | –     | 6      |
| 7      | Duitsland            | 1    | 3      | 1     | 5      |
| 8      | Nigeria              | 1    | 1      | 2     | 4      |
| 9      | Marokko              | 1    | 1      | 1     | 3      |
| 10     | Tsjechië             | 1    | –      | 2     | 3      |
| 11     | Bulgarije            | 1    | –      | –     | 1      |
|        | Denemarken           | 1    | –      | –     | 1      |
|        | Ethiopië             | 1    | –      | –     | 1      |
|        | Italië               | 1    | –      | –     | 1      |
|        | Kazachstan           | 1    | –      | –     | 1      |
|        | Mozambique           | 1    | –      | –     | 1      |
|        | Roemenië             | 1    | –      | –     | 1      |
| 18     | Verenigd Koninkrijk  | –    | 3      | –     | 3      |
| 19     | Frankrijk            | –    | 1      | 3     | 4      |
| 20     | Kenia                | –    | 1      | 1     | 2      |
| 21     | Australië            | –    | 1      | –     | 1      |
|        | Bahama's             | –    | 1      | –     | 1      |
|        | Wit-Rusland          | –    | 1      | –     | 1      |
|        | Estland              | –    | 1      | –     | 1      |
|        | Ierland              | –    | 1      | –     | 1      |
| 26     | Polen                | –    | –      | 2     | 2      |
| 27     | IJsland              | –    | –      | 1     | 1      |
|        | Japan                | –    | –      | 1     | 1      |
|        | Noorwegen            | –    | –      | 1     | 1      |
|        | Portugal             | –    | –      | 1     | 1      |
|        | China                | –    | –      | 1     | 1      |
|        | Servië en Montenegro | –    | –      | 1     | 1      |

Parijs 1985 · 
Indianapolis 1987 · 
Boedapest 1989 · 
Sevilla 1991 · 
Toronto 1993 · 
Barcelona 1995 · 
Parijs 1997 · 
Maebashi 1999 · 
Lissabon 2001 · 
Birmingham 2003 · 
Boedapest 2004 · 
Moskou 2006 · 
Valencia 2008 ·
Doha 2010 ·
Istanboel 2012 ·
Sopot 2014 ·
Portland 2016 · 
Birmingham 2018 ·
Belgrado 2022 · 
Glasgow 2024 · 
Nanjing 2025 · 
Toruń 2026
Belgische medaillewinnaars · Nederlandse medaillewinnaars